# Humble

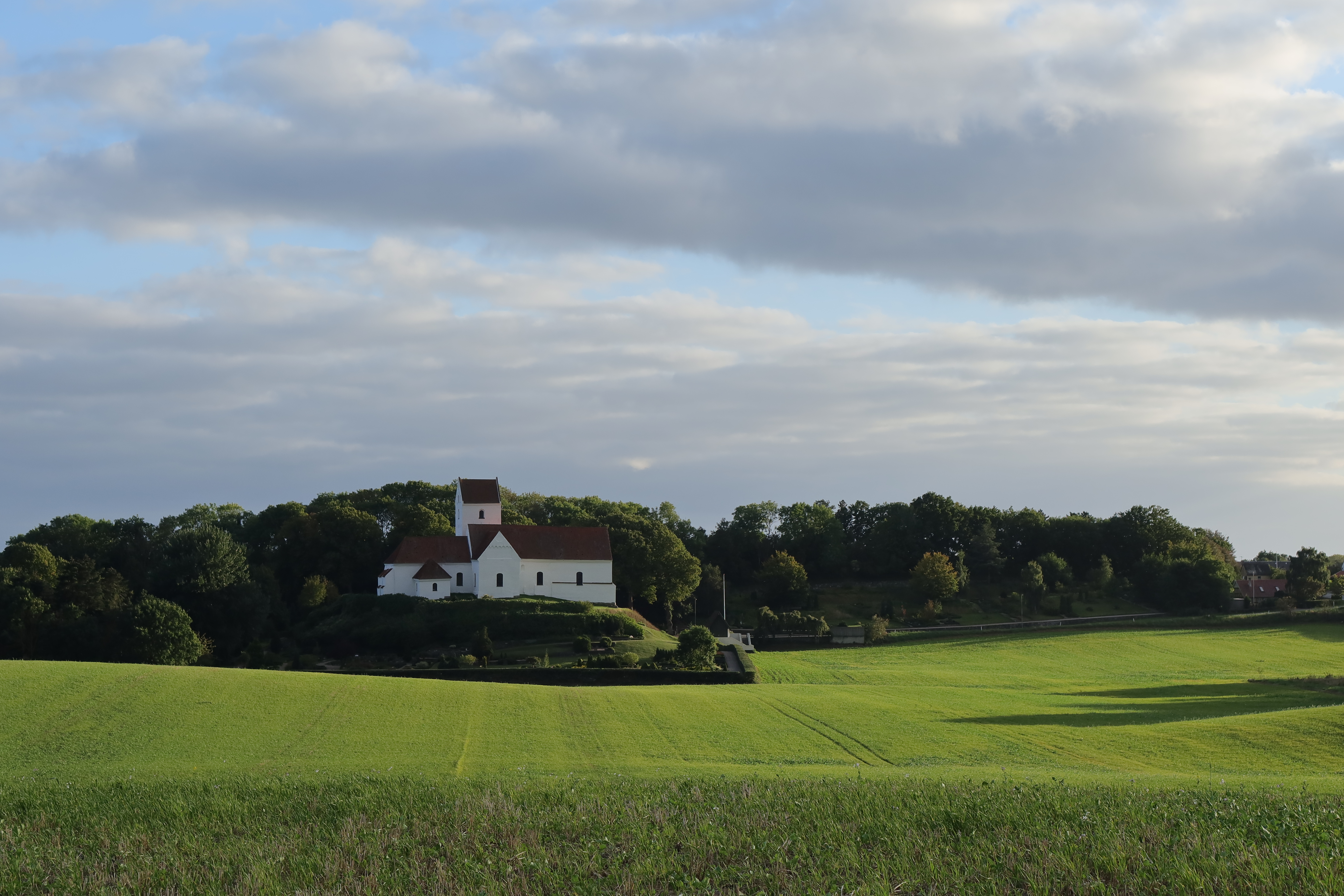
Die Kirche von Humble

Humble ist eine dänische Ortschaft mit 605 Einwohnern (Stand 1. Januar 2023) auf Langeland. Die Ortschaft liegt im gleichnamigen Kirchspiel (Humble Sogn), das bis 1970 zur Harde Langelands Sønder Herred im damaligen Svendborg Amt gehörte. Mit der Auflösung der Hardenstruktur wurde das Kirchspiel in die Kommune Südlangeland im neugegründeten Amt Fünen aufgenommen, die Kommune wiederum ging mit der Kommunalreform zum 1. Januar 2007 mit anderen Kommunen in der Kommune Langeland auf, die zur Region Syddanmark gehört.

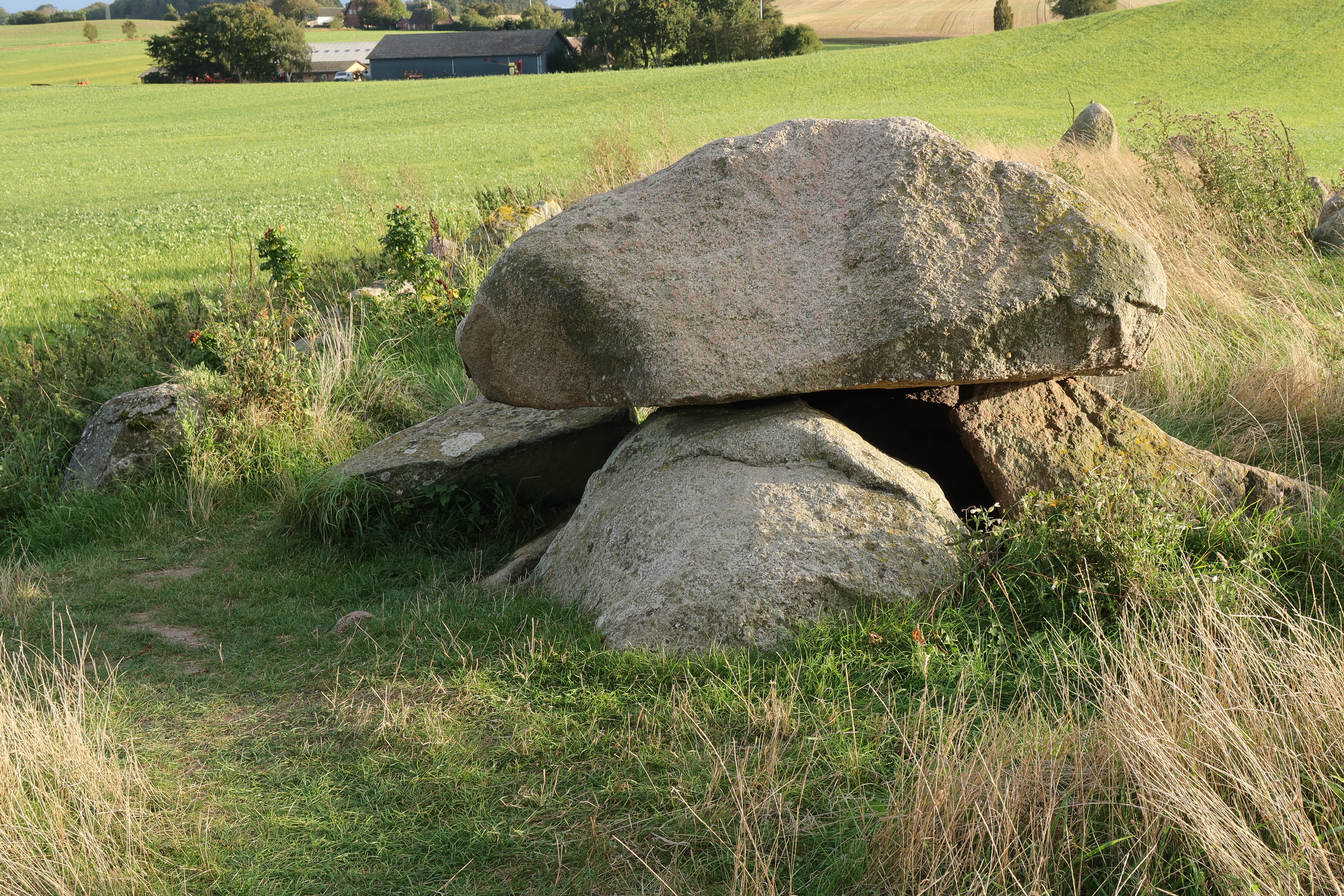
Grabkammer von Kong Humbles Grav

Humble liegt etwa elf Kilometer nördlich von Bagenkop und knapp 14 südlich von Rudkøbing. Der Dolmen Kong Humbles Grav liegt in einem Feld nordöstlich der Kirche von Humble.